# Dmitri Wassiljewitsch Lyndin
Dmitri Wassiljewitsch Lyndin (russisch Дмитрий Васильевич Лындин; * 1964 in Rostow am Don) ist ein sowjetisch-russischer Bildhauer.

## Leben
Lyndin besuchte 1980–1984 die Grekow-Kunstschule. Anschließend wurde er zur Sowjetarmee eingezogen. 1989 begann er das Studium an der Leningrader Muchina-Kunst-Gewerbe-Hochschule (seit 2006 St. Petersburger Stieglitz-Kunst-Gewerbe-Akademie), das er 1996 mit Auszeichnung abschloss. Seit 1997 ist er Mitglied der Künstlervereinigung Russlands.

Ägyptische Pyramide (nach Tschechows Erzählung Kaschtanka, 2008) am Eingang zum Gorki-Park, Taganrog

Seit 1997 lebt Lyndin in Rowtow am Don und arbeitet in einem eigenen Atelier. Er arbeitet mit Bronze, Stein und Beton. Er fertigt Kleinplastiken, Tierplastiken, Monumentalskulpturen, Porträtskulpturen und Basreliefs und restauriert Fassaden. Er nimmt an in- und ausländischen Ausstellungen und Symposien teil. Seine Werke stehen in Rostow am Don, Taganrog, Noworossijsk, Gelendschik und Schachty.